# Hylesia muzoensis
Hylesia muzoensis is een vlinder uit de familie van de nachtpauwogen (Saturniidae). De wetenschappelijke naam van de soort is voor het eerst geldig gepubliceerd in 1929 door Draudt.